# Крижановський Дмитро Леонідович
Крижановський Дмитро Леонідович (нар. 17 червня 1976) — український плавець, Заслужений майстер спорту України. Чемпіон літніх Паралімпійських ігор 2004 року в Афінах. Срібний призер Паралімпіад 2004 та 2008 року.
Займається у секції плавання Севастопольського міського центру «Інваспорт» з 1999 року.